# Phoxinus

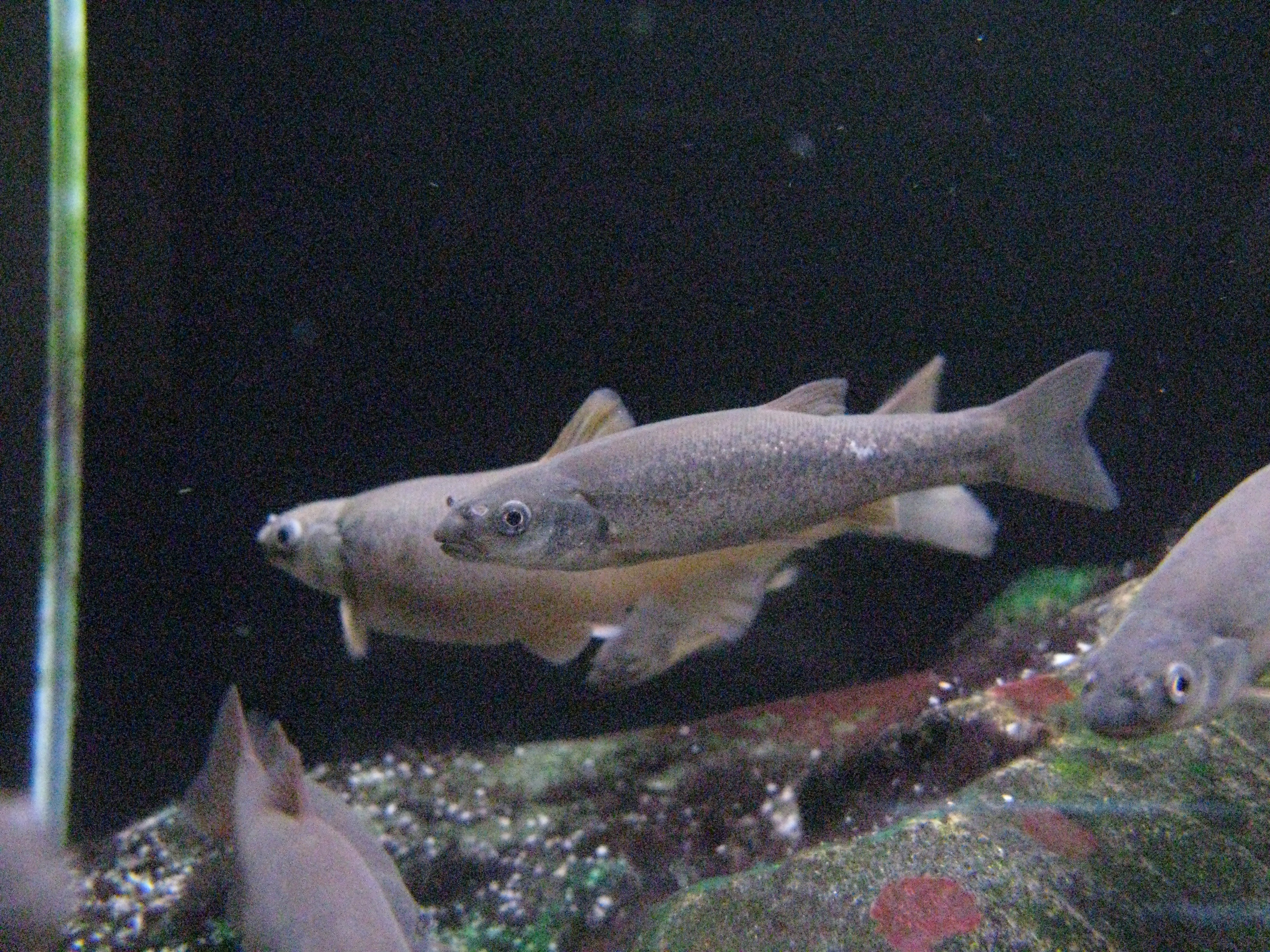
Phoxinus oxycephalus

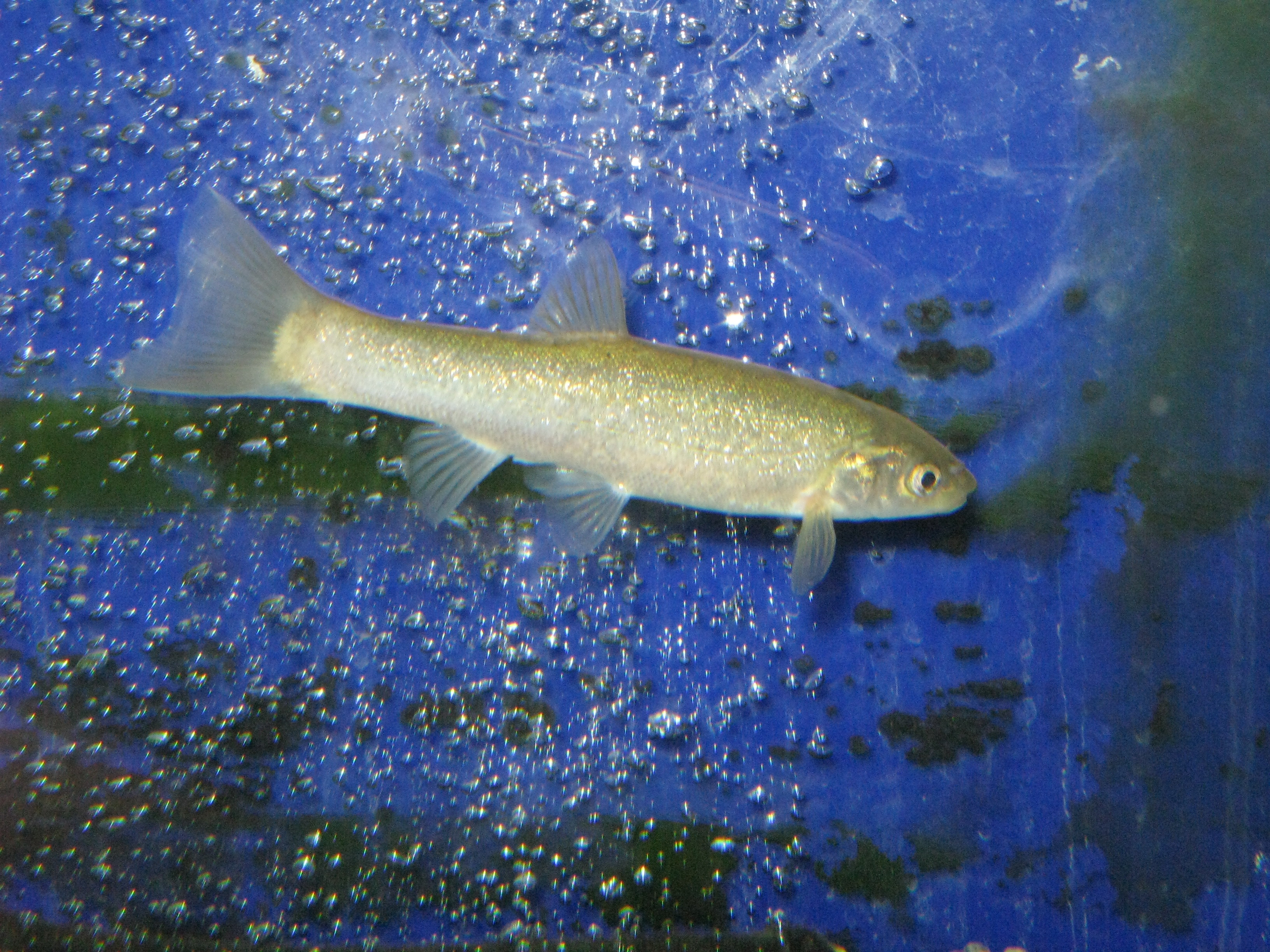
Phoxinus oxycephalus

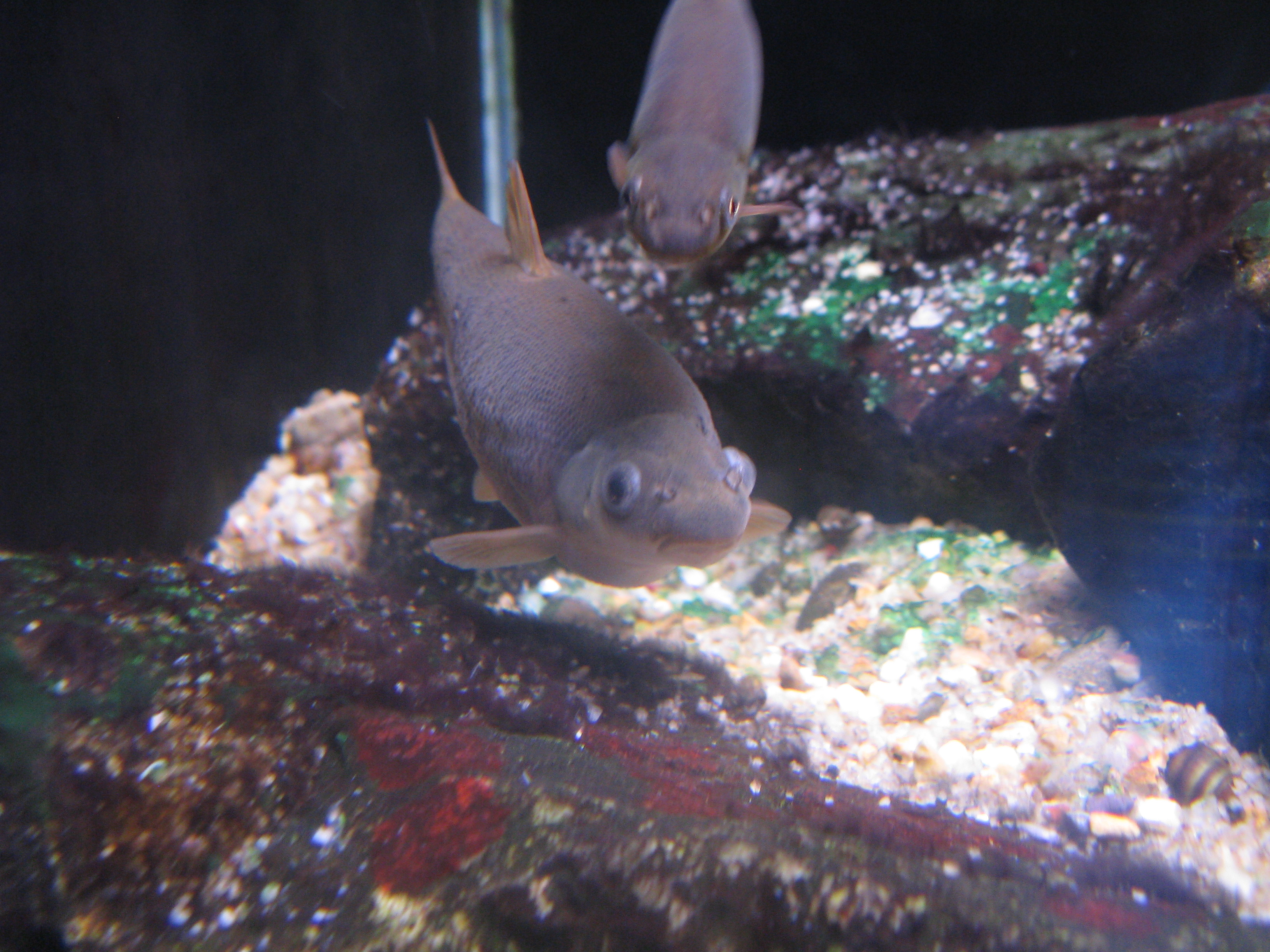
Phoxinus oxycephalus

Phoxinus és un gènere de peixos de la família dels ciprínids i de l'ordre dels cipriniformes.

## Taxonomia
- Phoxinus bigerri (Kottelat, 2007)[1]
- Phoxinus brachyurus (Berg, 1912)
- Phoxinus colchicus (Berg, 1910)[2]
- Phoxinus crucifer (Gratzianov, 1907)
- Phoxinus cumberlandensis (Starnes & Starnes, 1978)
- Phoxinus czekanowskii (Dybowski, 1869)
- Phoxinus eos (Cope, 1861)
- Phoxinus erythrogaster (Rafinesque, 1820)
- Phoxinus grumi (Rendahl, 1933)
- Phoxinus issykkulensis (Berg, 1912)
- Phoxinus jusanensis (Jordan & Hubbs, 1925)
- Phoxinus keumkang (Uchida, 1939)
- Phoxinus lagowskii (Dybowski, 1869)
- Phoxinus lumaireul (Schinz, 1840)[3]
- Phoxinus neogaeus (Cope, 1867)
- Phoxinus oreas (Cope, 1868)
- Phoxinus oxycephalus (Sauvage & Dabry de Thiersant, 1874)
- Phoxinus oxyrhynchus (Mori, 1930)
- Phoxinus phoxinus (Linnaeus, 1758)[4]
- Phoxinus saylori (Skelton, 2001)[5]
- Phoxinus semotilus (Jordan & Starks, 1905)[6]
- Phoxinus septentrionales (Jordan & Seale, 1906)
- Phoxinus septimaniae (Kottelat, 2007)[1]
- Phoxinus strymonicus (Kottelat, 2007)[1]
- Phoxinus tchangi (Chen, 1988)
- Phoxinus tennesseensis (Starnes & Jenkins, 1988)[7][8][9][10][11][12][13][14][15]